# Mysidia estfarchina
Mysidia estfarchina är en insektsart som beskrevs av Broomfield 1985. Mysidia estfarchina ingår i släktet Mysidia och familjen Derbidae. Inga underarter finns listade i Catalogue of Life.